# Zeugiteae
Tribu
Les Zeugiteae sont une tribu de plantes monocotylédones de la famille des Poaceae, sous-famille des Panicoideae, originaire d'Afrique, d'Asie, d'Australasie, d'Amérique du Sud et d'Amérique centrale.
Cette tribu regroupe 18 espèces en cinq genres.
Contrairement à beaucoup d'autres clades de la sous-famille des Panicoideae, elle utilise la voie photosynthétique en C3

## Liste des genres et espèces
Selon The Plant List,,,, :
- Chevalierella  A.Camus (1933) :
  - Chevalierella dewildemanii (Vanderyst) Van der Veken ex Compère ;
- Lophatherum Brongn. (1831) :
  - Lophatherum gracile Brongn. ;
  - Lophatherum sinense Rendle ;
- Orthoclada  P.Beauv. (1812) :
  - Orthoclada africana C.E.Hubb. ;
  - Orthoclada laxa (Rich.) P.Beauv. ;
- Pohlidium Davidse, Soderstr. & R.P.Ellis (1986) :
  - Pohlidium petiolatum Davidse, Soderstr. & R.P.Ellis ;
- Zeugites P.Browne (1756) (syn. : Calderonella) :
  - Zeugites americanus Willd. ;
  - Zeugites capillaris (Hitchc.) Swallen ;
  - Zeugites coloratus Griseb. ;
  - Zeugites guanchezii Davidse ;
  - Zeugites hackelii Swallen ;
  - Zeugites hintonii Hartley ;
  - Zeugites latifolius  (E.Fourn.) Hemsl. ;
  - Zeugites munroanus  Hemsl. ;
  - Zeugites panamensis  Swallen ;
  - Zeugites pittieri Hack. ;
  - Zeugites sagittatus Hartley ;
  - Zeugites smilacifolius Scribn.